# TSUTAYA.com eBOOKs
TSUTAYA.com eBOOKs（ツタヤドットコム イーブックス）は、カルチュア・コンビニエンス・クラブ株式会社（CCC）傘下のTSUTAYA.comが運営していた電子書籍ストア。
配信されるコンテンツは、書籍、雑誌に加えて、映像と音楽を加えた「eBOOK+」のサービスも加わっていた。
閲覧環境は、iOSデバイス用アプリとAndroidデバイス用アプリおよびWindows/Macのウェブ閲覧アプリケーション。
2011年6月30日開設。CCCグループは同年9月30日をもって、シャープとの合弁事業であるTSUTAYA GALAPAGOSから撤退。
2014年6月30日、CCCと電子書籍ストア「BookLive!」を運営する株式会社BookLiveが業務提携に合意。
2014年10月31日にTSUTAYA.com eBOOKsは販売終了、2014年12月31日のサービス終了までにサービス引継用IDを取得した利用者は、BookLiveの運営する「BookLive!」で引き続きサービスをうけることができる、と発表された。